# Ренді Пост
Ренді «rk» Пост (англ. Randy Post)  — ілюстратор фентезі-видань.

## Життєпис
Пост виріс на фермі в Іллінойсі.
Після навчання Пост позаштатно працював для TSR, зокрема Red Steel, Cutthroats of Lankhmar та Spells & Magic. У вересні 1996 року Пост отримав посаду штатного ілюстратора в TSR, малюючи ілюстрації для обкладинок ігор і романів. Незабаром Пост почав працювати над двома проєктами: сеттингом Planescape для гри Dungeons & Dragons і новою науково-фантастичною рольовою грою Alternity. Пост працював над такими іграми та ігровими лініями, як Planescape, Deadlands, Alternity, Star Wars і Vampire.

## Кар'єра
Незабаром після того, як Пост був найнятий на роботу, TSR був придбаний Wizards of the Coast. Пост мав можливість проілюструвати картки для Magic: the Gathering, а також намалював обкладинки для журналу Dungeon. Взимку 2000 року WotC і Post розійшлися, і тепер він працює штатним ілюстратором-фрілансером, який час від часу виконує контракти через дочірню компанію Hasbro, Inc., а також 2D- і 3D-художником для Gas Powered Games. У 2008 року він закінчив повний робочий день художником 3D-екологів для Sony Online Entertainment.
Пост був номінований на премію ASFA Chesley Award за найкращу ігрову ілюстрацію в 1999 році за свою роботу Alternity: Player's Handbook (обкладинка) і знову в 2002 році за роботу Lightning Angel (ілюстрація карти для Magic: Apocalypse Expansion).

## Доробок
Ренді Пост уклав контракт і працює з White Wolf, WizKids, Fanpro, Palladium Books (Palladium Fantasy, Nightbane, Rifts), Microsoft (Mythica, Xbox), LucasFilm, 20th Century Fox (Alien vs Predator), Sega (Dreamcast), Nintendo, Ballantine Books, Science Fiction Book Club, Hasbro (телебачення та анімація), Marvel Entertainment, DC Comics, Dark Horse Comics, History Channel і Blizzard Ent (Diablo 2, World of Warcraft). rk post має зібрання його творів у художній книжці з твердою обкладинкою "Postmortem: «Мистецтво rk post» від Cartouche Press.